# Crónicas de Ámbar
Las Crónicas de Ámbar (Inglés: The Chronicles of Amber) es una serie de novelas fantásticas escritas por el novelista estadounidense Roger Zelazny. La serie contiene dos volúmenes de cinco libros cada uno. El protagonista del primer volumen es Corwin, Príncipe del Ámbar; y el protagonista del segundo, su hijo Merlín.

## Sobre el Mundo de Ámbar

### Estructura del universo
El universo del libro se compone de un conjunto continuo de dos mundos paralelos que son "Reflexiones" del Ámbar (el mundo de orden) y las Cortes del Caos (mundo de caos), cuanto más cerca están estos mundos secundarios de uno de los polos, más parecidos son al original.
En el universo hay una categoría especial de personas
que pueden moverse entre mundos, así como traer o llevar objetos utilizando su mente y el poder de artefactos especiales. El centro de Ámbar es el Camino de Fuego, un laberinto o pasillo que brilla con luz mágica, y que está grabado bajo el palacio de la ciudad en una sala especial. El contacto con el Camino de Fuego a la persona común será mortal. El centro de Caos es Logros, otro laberinto que está en transformación constante. Ámbar, que se describe en la primera parte de la "Crónicas", es en realidad solo la primera y la más estable Reflexión del Ámbar original. El Ámbar primordial, un vasto océano con una isla no habitada, donde en una meseta rocosa está grabado el Camino de Fuego primordial. En adelante, resulta que el Camino de Fuego original fue creado por Dworkin. De acuerdo de las palabras del propio Dworkin, él creó Camino de Fuego "con Joya del Juicio, su propia sangre y el sonido de la lira en una isla solitaria en medio del océano, a donde ha llegado el Caos". Así, Dworkin es el creador de todo el multiverso de Ámbar, con todas sus Reflexiones. Como nos cuenta el desarrollo de la parcela, a pesar de la protección mágica de los mortales ordinarios y de cualquier impacto, el Camino de Fuego puede ser dañado, o incluso destruido con la sangre del mismo Dworkin y los descendientes de él. Una de las líneas de la parcela del primer volumen de las "Crónicas" se conecta con el descubrimiento del Camino de Fuego original, que como se vio después fue dañada parcialmente. El daño explica la causa de la perturbación y la inestabilidad en las Reflexiones de Ámbar y la violación de la balanza de los poderes entre el Orden (Ámbar y su Camino de Fuego) y el Caos (Logrus). Logrus y el Camino de Fuego están en lucha constante por esferas de influencia y son antípodas. Gracias al daño del Camino (y la maldición de Curwin), el Caos obtuvo acceso a Ámbar a través del "Vial Negro".
En las Reflexiones más cercanas al Ámbar original hay también las reflexiones del Camino de Fuego, pero tienen una fuerza menor. En particular son Caminos: en Rebma (Reflexión submarina de Ámbar); en Avalon (la novela “Las Pistolas de Avalon” ); en la ciudad-voladora Tir-na Nog'th. También las Reflexiones importantes son: la Tierra -nuestro mundo, Begma, Kashf y Lorena. Si existen los reflexiones del Camino en estos mundos (eso queda desconocido, pero en las "Crónicas" ha declarado en repetidas ocasiones que en cada Reflexión hay algo parecido al Ámbar, y que más lejos del Ámbar está la Reflexión) más se distorsiona el reflejo del Camino y menos es adecuado para su uso.
Reales del Ámbar, así como los Señores del Caos, algunas criaturas mágicas, y especialmente creados para este propósito, los dispositivos técnicos (Rueda-Espíritu) pueden moverse libremente entre las Reflexiones o recibir información de ellos. Las leyes físicas en las Reflexiones pueden variarse. Los personajes a menudo hacen preguntas que son difíciles para encontrar una respuesta definitiva, como por ejemplo: ¿Qué tan reales son las Reflexiones? ¿Son los productos de su imaginación, o ellos encuentran las Reflexiones que correspondan a sus deseos? ¿Si el personaje está generando la Reflexión o solamente va a lo que ya existe en la realidad? Como la cantidad de las Reflexiones no es numerable, entonces existen los mundos que corresponden a cualquier fantasía, como por ejemplo el mundo de Alicia de las obras de Lewis Carroll, como se muestra en la novela "Cartas del Destino".
En Ámbar y en las Cortes del Caos, las leyes físicas y químicas son diferentes a lo que estamos acostumbrados en la Tierra. Por ejemplo, los amberitos no utilizan armas de fuego, la electricidad, la electrónica, las computadoras, a pesar de que ellos saben acerca de toda esa técnica. Al descubrir en un polvo rosado del mundo Avalon habilidad de explotar en el mundo de Ámbar Corwin provocó el gran cambio en cultura militar de los amberitos.(" Las Pistolas de Avalon"). Merlín recibió especialidad de computación en la Tierra. Él creó una máquina, la Rueda-Fantasma, que funciona utilizando las leyes fundamentales de procesamiento de la información, pero también puede escanear las Reflexiones. Los Amberitos pueden respirar (y vivir) bajo el agua y habitan el mundo subacuático de Rebma; o caminar por el haz de la luna, visitando Tir-na Nog'th. En algunos mundos criaturas que mueran vuelan hacia el cielo literalmente venciendo la gravedad.
Sin embargo si el Ámbar es un polo de orden, el Caos asombra con su mutabilidad. Aquí está fluyendo y cambiando todo - desde los caositas hasta apariencia de las paredes, del cielo, las rocas. Incluso el tiempo en el Caos fluye de manera diferente. Una hora de Ámbar en el Caos puede tomar algunos días. Merlín dice que, en general, una persona con imaginación puede crear cualquier mundo con cualesquiera características. Y en parte es así: por ejemplo, el hermano de Merlín, Mendor, para divertirse ha creado varios infiernos personales (tal vez para sus enemigos, o para que los aliados fueran más circunspectos). Las drogas, soltando el freno de la imaginación de los ambaritos y los caositas, causan un efecto tan devastador que nadie se atreve a repetir la experiencia.

### Navegando por las Reflexiones
Cada miembro de la familia real de Ámbar, que pasó por el Camino de Fuego, es capaz de viajar por las Reflexiones. Algunas criaturas mágicas (como La Unicornio y El Serpiente) y los quien pasaron por el Logrus (el Laberinto del Caos, que está en el movimiento constante) también tienen esta capacidad. También esta capacidad puede tener gente común, en el caso si pasaron los Laberintos Rotos (las reflexiones del Camino de Fuego de los mundos-vecinos más cercanos al Ámbar que son dañados físicamente; se puede pasarl entrando por las brechas en las líneas y seguir entre ellos en vez de caminar a lo largo de las líneas del laberinto). Y si lo desea, el viajero puede llevar por los mundos a cualquier persona o aún el ejército entero. Cerca del Ámbar es más difícil de navegar a través de las Reflexiones. Por el contrario, en el Reino del Caos, donde no hay ni siquiera una puerta, eso no es el menor esfuerzo.
El viajero debe enfocar su atención en algún objeto que va a encontrar en la Reflexión, adonde se dirige. Esto puede ser cualquier objeto: una rama, un libro, una persona. Al encontrar el objeto hay que enfocarse en el siguiente. Viaje a través de la Reflexión requiere movimiento físico (sin embargo, los expertos más hábiles pueden prescindir de él) y la capacidad de concentración. En la oscuridad completa el movimiento es imposible. Los miembros de la familia real usualmente viajan en los caballos, a veces en los otros medios: en los coches, motos, aviones, barcos, caminando – el punto del movimiento a través de las Reflexiones es la visualización consciente de los cambios deseados y un enfoque gradual para la visualización de la Reflexión, que el viajero desea lograr; puede haber cualquier Reflexión que permite la imaginación del viajero. ¿Si existen en la realidad todas las Reflexiones, o se materializan sólo durante la presencia en ellos del viajero? - es uno de los misterios metafísicos del mundo del Ámbar y el Caos. Movimiento por las Reflexiones sobre el caballo al galope se llama "El Salto Invernal" y es conocido por el peligro para los mentes del caballo y del jinete.
Desde el centro del Camino del Fuego es posible moverse a cualquier parte del Universo al instante (es uno de los poderes de este artefacto). Otra forma adicional es el uso de las tarjetas mágicas (ver más abajo). Cortes del Caos es un área de influencia de Logrus, y moverse hacia allá desde el centro del Camino de Fuego es imposible.

### La Familia Real de Ámbar
Padre y jefe de la familia real de Ámbar es Oberón. Según Dworkin, Oberón es hijo del mismo Dworkin y La Unicornio. Todos los miembros de la familia tienen una capacidad muy alta de regeneración y la fuerza física tremenda. La maldición del Príncipe de Amber siempre se hace realidad. La sangre de los descendientes de los niños de Oberon puede dañar el Camino de Fuego. Un rasgo distintivo de todos los miembros de la familia real es la capacidad de pasar el Camino de Fuego y el poder sobre las Cartas y las Reflexiones (la navegación y el control, hasta cierto punto).

### Las Cartas
Para cada miembro de la familia real de Ámbar Dworkin ha creado una baraja de cartas. A primera vista son las cartas comunes, pero las cartas Corazones representan miembros de la familia, y se diferencian del resto por el frío al tacto. Se utilizan para la comunicación entre los miembros de la familia y también para movimiento. Para comunicación es necesario concentrarse en la imagen del miembro de la familia que está dibujado en la Carta, y la persona con quien están tratando de contactar siente la llamada de la Carta y contesta o, si tiene tal capacidad, puede bloquear la conexión (todo depende de muchos factores - experiencia, habilidades mágicas, la condición de la persona, etc.). Una vez que se produjo el contacto, además de simple conversación cualquier de los comunicadores puede llevar al otro a su lado físicamente. Muchas características de las Cartas son desconocidas para la mayoría de sus propietarios. Por ejemplo, solo Fiona y Bleys podrían espiar las conversaciones a través de las Cartas (al parecer, Kane también sabía hacer esto, como él mismo dice, al final de "Las Cortes del Caos").
Artistas-Magos de los Caminos y Logrus (como Merlín, Brand y Dworkin) pueden dibujar sus propias Cartas mágicas. Eso puede ser cualquier imagen, importante, cualquier forma de la participación de Logrus o del Camino de Fuego en ella. Las imágenes de las cartas pueden ser no solamente personas sino también las localidades. Magia de las Cartas es una especie de magia de las fuentes pertinentes (El camino o Logrus). Debido a que las Cartas del Camino tienen el funcionamiento bastante limitado en las Cortes del Caos.
En las “Crónicas” no se específica directamente, pero un gran maestro de las Cartas junto con Dworkin es su opuesto en las Cortes del Caos: Sujey.
Además, las Cartas pueden ser utilizados para el contacto mental. Cuando Corwin atacaba a Ámbar por primera vez, él pensaba: "Yo podría oponer la voluntad de Eric a la voluntad de Kane a través de las Cartas." Poco después, Eric, utilizando la Carta de Corwin, somete su cuerpo dejándolo completamente inmovilizado. También en el primer volumen Corwin, por lo menos tres veces, hace las adivinanzas con las Cartas.

## Los libros de la serie
Los primeros cinco libros narran las aventuras del Príncipe Corwin de Ámbar y comprenden:
- 1970 - Los Nueve Príncipes de Ámbar (Nine Princes in Amber)
- 1972 - Las Armas de Avalón (The Guns of Avalon)
- 1975 - El Signo del Unicornio (Sign of the Unicorn)
- 1976 - La Mano de Oberón (The Hand of Oberon)
- 1978 - Las Cortes del Caos (The Courts of Chaos)

La segunda serie, publicada varios años después, cuenta la historia del hijo de Corwin, Merlín (Merle), hechicero y experto en computadoras. Esta serie comprende:
- 1985 - Trumps of Doom
- 1986 - Blood of Amber
- 1987 - Sign of Chaos
- 1989 - Knight of Shadows
- 1991 - Prince of Chaos

Zelazny también escribió siete cuentos cortos ambientados en el multiverso de Ámbar, que son los siguientes (se relacionan en el orden de lectura sugerido por el autor, con indicación de la fecha de publicación):
- 2005 - A Secret of Amber (escrita en colaboración con Ed Greenwood entre 1977 y 1992)
- 1985 - Prolog to Trumps of Doom
- 1994 - The Salesman's Tale
- 1995 - Blue Horse, Dancing Mountains
- 1994 - The Shroudling and The Guisel
- 1995 - Coming to a Cord
- 1996 - Hall of Mirrors

A pesar del éxito de la primera serie, la segunda serie y los siete cuentos cortos nunca han sido editados en castellano.